# Odilon Braga
Odilon Duarte Braga (Guarani, 3 de agosto de 1894-Río de Janeiro, 11 de junio de 1958) fue un abogado y político brasileño. Se desempeñó como concejal en el municipio de Río Pomba, Minas Gerais, diputado estatal en el Congreso Legislativo de Minas Gerais (actualmente Asamblea Legislativa de Minas Gerais), y diputado federal. Fue Ministro de Agricultura durante el gobierno constitucional de Getúlio Vargas, del 24 de julio de 1934 al 10 de noviembre de 1937.

## Educación y primeros años de carrera política
Inició sus estudios en la Facultad de Derecho del Instituto Metodista Granbery, en Juiz de Fora, Minas Gerais, pero finalizó sus estudios en la Facultad de Ciencias Jurídicas de Río de Janeiro, actualmente la Faculdade Nacional de Direito de la Universidad Federal de Río de Janeiro (UFRJ), donde se licenció en Derecho en 1916.
Inició su carrera política siendo aún estudiante, en 1910, como presidente de la Comisión Académica de Juiz de Fora. El grupo estaba a favor de la campaña civilista y defendió la candidatura de Ruy Barbosa a la presidencia de la República, en oposición a la candidatura del mariscal Hermes da Fonseca, candidato apoyado por el entonces presidente de la República, Nilo Peçanha. En esa época, Odilon Braga también colaboraba con dos periódicos de Minas Gerais: Justiça y Jornal do Comércio, de las ciudades de Rio Pomba y Juiz de Fora, respectivamente.
En 1916, ya graduado, abrió un despacho de abogados en el municipio de Rio Pomba. En 1918, asumió como fiscal en Ubá, Minas Gerais. Sin embargo, no permaneció mucho tiempo en el cargo, ya que se trasladó a Belo Horizonte en septiembre del mismo año, cuando fue nombrado jefe de gabinete de Raul Soares, entonces secretario del Interior de Minas Gerais, y al año siguiente, ministro. de la Marina en el gobierno Epitácio Pessoa. Permaneció en el cargo hasta 1920, cuando Soares renunció al Ministerio de Marina.
Fue invitado por el nuevo Secretario del Interior del estado de Minas, Afonso Pena Júnior, para asumir el rol de inspector de educación en Juiz de Fora y preparar, junto con Artur Furtado, la primera reforma del Reglamento de Educación Primaria del estado. el cual fue aprobado el 18 de agosto de 1924. Durante este período asumió el cargo de secretario ejecutivo del Partido Republicano Mineiro (PRM) por invitación de Raul Soares. Compartiendo funciones con Gudesteu Pires, se dedicó a la campaña electoral de Artur Bernardes a la presidencia de la República, para la cual el candidato fue elegido en 1922.
Odilon Braga fue elegido concejal de Rio Pomba, asumió el papel de agente ejecutivo del municipio y también fue presidente del Ayuntamiento. Entre 1923 y 1926 ocupó el cargo de diputado estatal en el Congreso Legislativo de Minas Gerais, emergiendo como candidato del PRM. Integró la Comisión de Constitución, Legislación y Justicia de la Cámara estatal y fue relator en la presentación del proyecto de organización judicial del estado. En mayo de 1927, al asumir como diputado federal en la Cámara por el Partido Progresista (PP), presentó una enmienda sustitutiva, cuya propuesta era crear un recurso de hábeas-corpus sustitutivo, denominado «orden y garantía», que tuvo grandes influencia años después, en la configuración del Mandato de Seguridad en la Constitución Federal de 1934.
En 1929, cuando comenzó la campaña electoral de la Aliança Liberal, a favor de las candidaturas de Getúlio Vargas y João Pessoa a la presidencia y vicepresidencia de la República, Odilon Braga estaba entre los diputados federales liberales que apoyaban la causa. Incluso asumió el papel de secretario del Comité Ejecutivo de la Aliança Liberal, organizando la lucha parlamentaria en los estados brasileños y participó en la convención de la Aliança Liberal para autenticar la nominación de los candidatos de la alianza en el Palacio Tiradentes, en Río de Janeiro, hasta entonces el Sede oficial de la Aliança Liberal, Cámara de Diputados en la capital brasileña.

## Secretario de Seguridad
En 1929, cuando el PRM nominó a Olegário Maciel como candidato a presidente de Minas Gerais y a Pedro Marques de Almeida como vicepresidente, algunos miembros del partido no estuvieron de acuerdo con la decisión y renunciaron a cargos públicos. Entre ellos se encontraba el secretario de Seguridad, José Francisco Bias Fortes. Odilon Braga recibió el nombramiento del entonces gobernador, Antônio Carlos Ribeiro de Andrada, para asumir el cargo de secretaría e inició la reorganización de la Fuerza Pública.
El grupo que había abandonado el PRM formó la Concentración Conservadora, lanzando a Melo Viana como candidato a la presidencia del estado, oponiéndose a Olegário Maciel y apoyando a Júlio Prestes. Para agravar la situación y aumentar el riesgo de crisis entre los ejecutivos estatal y federal, varias personas que ocupaban cargos públicos también estaban en contra de los intereses políticos del gobierno de Minas Gerais. Así, Odilon Braga tuvo que monitorear parte de este grupo, como director de la Ferrocarril Oeste de Minas, informando al Ministro de Transportes las medidas que debían tomarse para neutralizar la situación.
La tensión en el estado aumentó en febrero de 1930, luego de que se produjera un tiroteo entre miembros de la Aliança Liberal y la Concentración Conservadora durante un congreso algodonero organizado por los propios líderes conservadores en el municipio de Montes Claros. Después del conflicto, los «concentristas» enviaron telegramas a las autoridades federales, comunicando que la delegación del partido había sido atacada y sugiriendo una intervención federal en Minas Gerais. Odilon Braga fue el encargado de dirigir la investigación que investigó el incidente y concluyó que el gobierno de Minas Gerais no era responsable de los hechos.
En marzo del mismo año, Olegário Maciel ganó las elecciones, derrotando a la Aliança Liberal tanto en las elecciones presidenciales como en las legislativas. De esta manera, se iniciaron articulaciones encaminadas a generar un movimiento revolucionario y Odilon Braga se encargó de coordinar la participación de los militares del estado en caso de una lucha armada, pero no había suficientes recursos para equipar a los militares. Comprometido con la idea, el político gaucho João Batista Luzardo entregó armas y municiones a la Fuerza Pública de Minas Gerais y, a partir de allí, Odilon Braga y sus asistentes comenzaron a preparar el plan militar que ejecutarían los mineros en el movimiento revolucionario. Organizados por este grupo, las ciudades de Juiz de Fora, Uberaba y Diamantina fueron elegidas como sede principal de los batallones de la 1.ª Fuerza Pública de Minas Gerais.
Este plan militar preveía el uso de los ferrocarriles Oeste de Minas y Central do Brasil, la retención de buques mineros y determinó el inicio de la fabricación de diversas armas en Minas Gerais, que luego fueron almacenadas en la Escuela de Sargentos, en Belo Horizonte. Con la toma de posesión de Olegário Maciel, las tropas federales que estaban en Belo Horizonte se retiraron y Odilon Braga dejó su cargo en la Secretaría de Seguridad.
El movimiento revolucionario estalló el 3 de octubre y, aunque no formaba parte del nuevo gobierno, Odilon Braga pasó a ocupar la Secretaría del Interior, guiando las acciones de los rebeldes. Luego de días de combates, el 12.º Regimiento de Infantería de Belo Horizonte se rindió a las fuerzas revolucionarias, que pasaron a controlar la capital del estado y, en consecuencia, el resto de Minas. A pesar de la victoria de la revolución, Odilon Braga decidió alejarse de la escena política tras no estar de acuerdo con las directrices dadas al Gobierno Provisional de Getúlio Vargas y comenzó a trabajar como abogado en el departamento jurídico del Banco do Brasil.

## Ministro de Agricultura
El 23 de julio de 1934, Getúlio Vargas asumió como Presidente de la República e inició su segundo mandato, esta vez en un gobierno constitucional. Designado Ministro de Agricultura, Odilon Braga intensificó la investigación y la extracción de petróleo en suelo brasileño, impulsó las plantaciones y el cultivo de productos como café, cacao y algodón, e inició una campaña de lucha contra las hormigas cortadoras de hojas. Além disso, foi o responsável pela criação do parque nacional de Itatiaia, localizado no maciço do Itatiaia, na serra de la Mantiqueira, entre os estados do Rio de Janeiro e Minas Gerais, pela instalação do que hoje é o Parque Fernando Costa, em Uberaba, Minas Gerais. También determinó la aplicación del Código de Minería, redactado por Juarez Távora, que declaraba la necesidad de autorización o concesión federal para explorar o aprovechar las riquezas minerales subterráneas y los saltos de agua de Brasil.
En 1935, después de los acontecimientos de la insurrección comunista y aunque era civil, asumió un puesto de mando en el 3.er Regimiento de Infantería, en Praia Vermelha, en Río de Janeiro, para combatir a los rebeldes. En 1937, tomó la decisión de dimitir del Ministerio en protesta contra el golpe que instauró el Estado Novo, volvió a trabajar como abogado en el Banco do Brasil, cargo en el que permaneció hasta 1943, y se convirtió en líder de la Orden de Abogados del Brasil (OAB). Durante este período se convirtió en relator de la comisión que reglamentó el artículo 147 de la Constitución de 1937, que disponía que la revisión de las tarifas de las concesiones de servicios públicos debía realizarse periódicamente, y también de una segunda comisión, nombrada por la OAB, para revisar las propuestas del Acta Adicional.
Fue uno de los firmantes del Manifiesto dos Mineiros, carta abierta publicada el 24 de octubre de 1943 por las élites políticas del estado de Minas Gerais. En el documento, el grupo defendió la redemocratización y el fin del Estado Novo. Debido a la censura vigente en la época, los 50 mil ejemplares fueron impresos y distribuidos clandestinamente, aun así, el gesto permitió que otros documentos libertarios fueran publicados hasta el derrocamiento del régimen dictatorial en Brasil, en 1945. El cargo, sin embargo, provocó que el grupo sufriera represalias por parte del gobierno federal e incluso Odilon Braga fue destituido del cargo que ocupaba en el Banco do Brasil.
Además de él, había otros 91 suscriptores, como Adauto Lúcio Cardoso, Adolfo Bergamini, Afonso Arinos de Melo Franco, Afonso Pena Júnior, Alaor Prata, Alberto Deodato, Álvaro Mendes Pimentel, Antônio Neder, Artur Bernardes, Caio Mário da Silva Pereira, Carlos Horta Pereira, Daniel de Carvalho, Dario de Almeida Magalhães, Darci Bessone de Oliveira Andrade, Edgar da Matta Machado, Francisco Mendes Pimentel, Gilberto Alves da Silva Dolabela, João Franzen de Lima, José de Magalhães Pinto, Lahyr Tostes, Mário Brant, Miguel Mauricio da Rocha, Milton Campos, Olavo Bilac Pinto, Paulo Pinheiro Chagas, Pedro Aleixo, Pedro Nava, Silvio Marinho, Tristão da Cunha y Virgílio Alvim de Melo Franco.
En 1945, con el surgimiento de los partidos políticos tras el fin del Estado Novo, ayudó en la creación de la Unión Democrática Nacional (UDN) y pasó a formar parte del comité ejecutivo del partido. Tras el fin del gobierno de Getúlio Vargas, asumió nuevamente su cargo en el Banco do Brasil y su cargo anterior en la OAB.

## Fin de carrera política
En 1947, durante el gobierno de Eurico Gaspar Dutra, asumió la responsabilidad de elaborar el proyecto de Estatuto del Petróleo, cuyo objetivo era regular cómo debían ser explorados, refinados y transportados los combustibles fósiles por empresas nacionales y extranjeras. El proyecto fue enviado al Congreso Nacional en 1948, pero fue archivado tras una serie de protestas y campañas, especialmente por parte de nacionalistas, que defendían el monopolio estatal del petróleo.
También en 1948, después del Estatuto del Petróleo, Odilon Braga formó parte de la comisión que examinó el Plan SALTE, que tenía como objetivo estimular y mejorar el desarrollo de los sectores de salud, alimentación, transporte y energía en Brasil, y asumió el cargo de director del Banco de Crédito Real de Minas Gerais. En 1950 asumió la presidencia de la UDN y formó parte de una fórmula, como candidato a vicepresidente de la República, junto al brigadier Eduardo Gomes, para las elecciones de ese año. Tras la victoria de Getúlio Vargas, comenzó a apoyar movimientos contra su gobierno.
Dejó la presidencia de la UDN en 1952, cuando el partido comenzó a criticar el proyecto de Petrobras, afirmando que la idea no era lo suficientemente nacionalista. Aun así, fue elegido diputado federal por el partido en 1954, tras el suicidio de Vargas, y pasó a ser miembro de la Comisión de Finanzas de la Cámara de Diputados. Sin embargo, al inicio del gobierno de Juscelino Kubitschek, la UDN comenzó a analizar sus derrotas en las elecciones a la Presidencia de la República y decidió adoptar ideales más pragmáticos. Luego, Odilon Braga y otros integrantes, llamados el «grupo de los solteros», fueron removidos de la dirección de la UDN, dando paso a los «coroneles realistas» como el nuevo grupo de dirigentes del partido.
Murió en 1958, en Río de Janeiro.

## Publicaciones
Odilon Braga llegó a publicar dos libros: Teoría de la composición del poder legislativo y El Estado en el derecho constitucional positivo moderno. Es posible encontrar sus documentos personales, además de varios discursos, en el archivo de la Universidad Federal de Juiz de Fora (UFJF). La Biblioteca Central de la Universidad también contiene el Archivo Odilon Braga, coordinado por José Eustáquio Romão y publicado en 1979.